# メトロサッサリ
メトロサッサリ（イタリア語: Metro Sassari）は、イタリア・サルデーニャ島の都市・サッサリに存在する路面電車。2006年に開通した路線（ライトレール）で、2024年現在はサルデーニャ島各地の公共交通機関と共にARST（ARST S.p.A.）によって運営されている。

## 概要
サッサリ市内に路面電車を建設する計画は1996年から始まり、2006年10月27日に最初の区間となるサッサリ駅（Stazione F.S.） - ヘミシクル・ガリバルディ（Emiciclo Garibaldi）までの全長2.5 km、7つの電停からなる区間が開通した。その後、2009年9月11日にはサッサリ駅からサンタ・マリア・ディ・ピサ駅（Santa Maria di Pisa）までの全長1.8 kmの延伸が実施され、2024年時点での路線網が完成した。また、今後サンタ・マリア・ディ・ピサ駅前から更に南へ路線を延伸する計画も存在する。
前述の通り、2024年時点でメトロサッサリは全長4.3 kmの路線を有しており、以下の電停が存在する。軌間は狭軌鉄道に合わせた950 mmで、直流750 V（架空電車線方式）での電化が行われている。

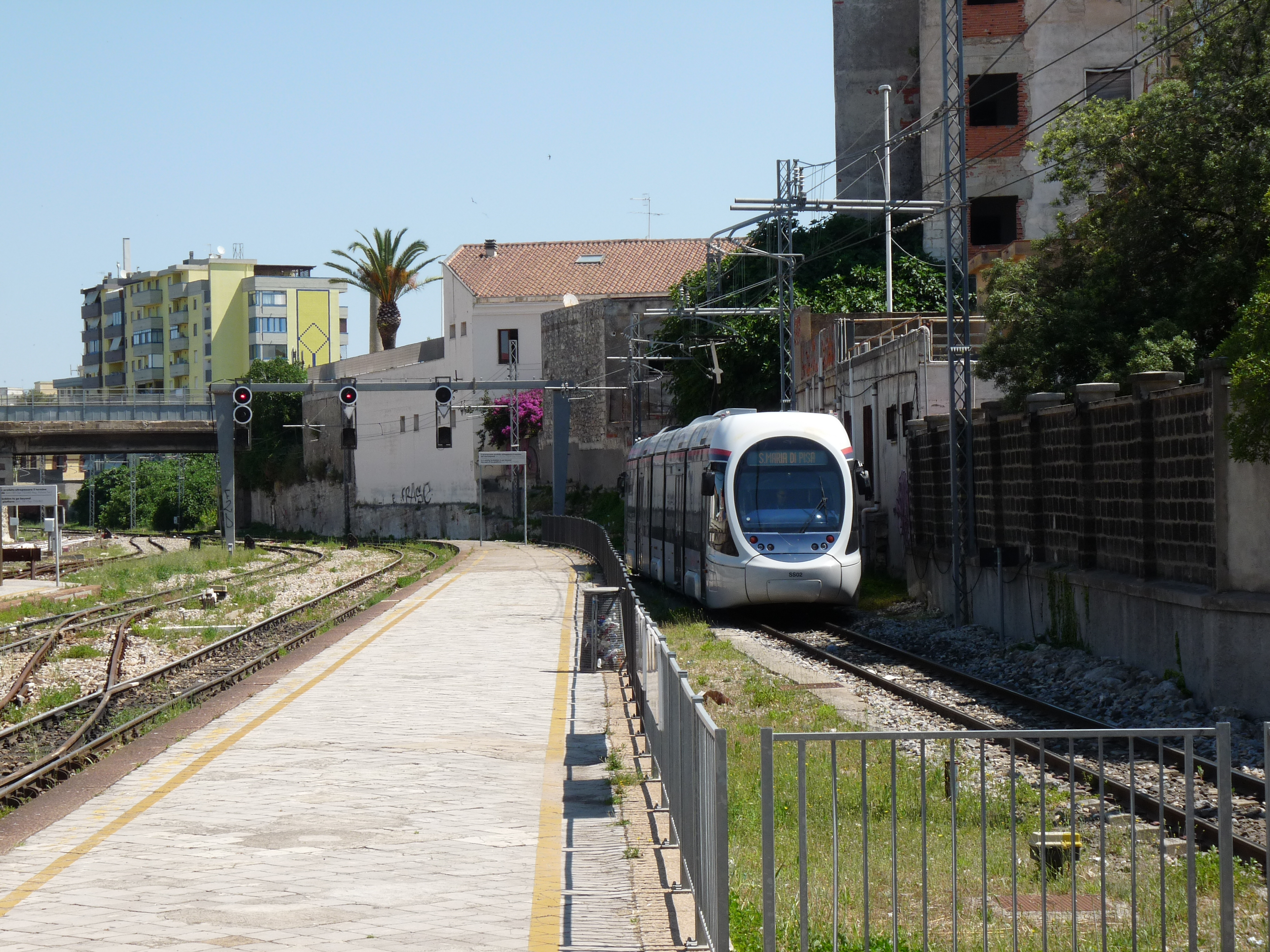
サッサリ駅（2018年撮影）
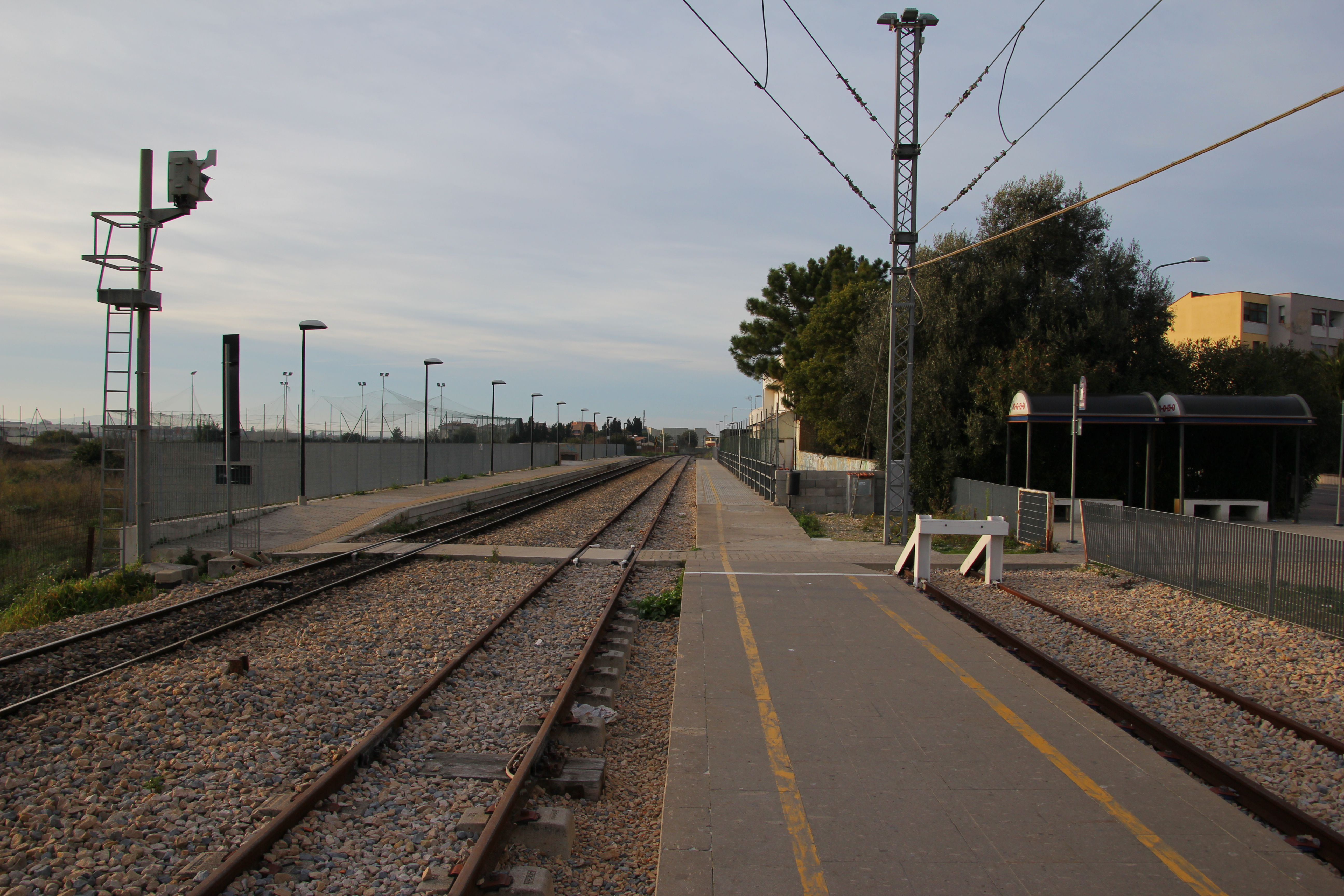
サンタ・マリア・ディ・ピサ駅（2016年撮影）

| 電停名                 | 接続交通機関     | 備考・参考 |
| ---------------------- | ---------------- | ---------- |
| Santa Maria di Pisa    | サルデーニャ鉄道 |            |
| Stazione F.S.          | サルデーニャ鉄道 |            |
| Porta Utzeri           |                  |            |
| Sant'Anna              |                  |            |
| Cliniche universitarie |                  |            |
| Viale Italia           |                  |            |
| Piazza Marconi         |                  |            |
| Emiciclo Garibaldi     |                  |            |

## 車両

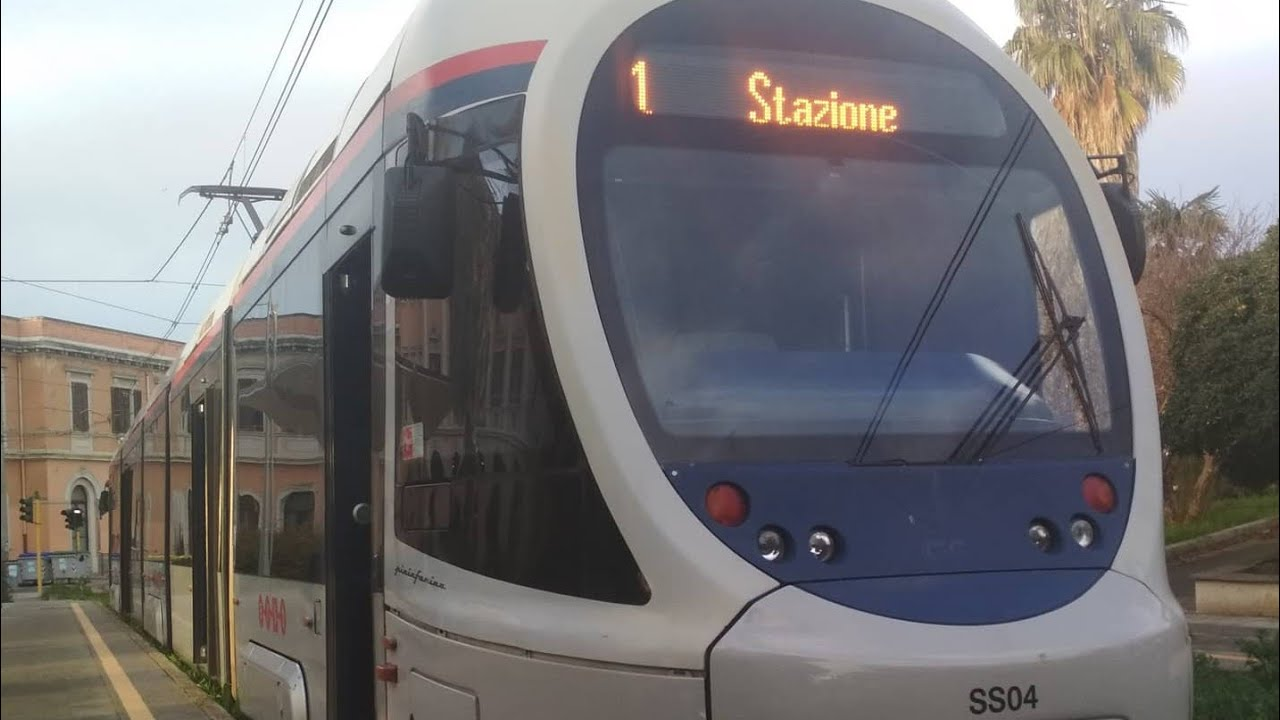
シリオ（2020年撮影）

メトラサッサリの開業時から使用されている4両の電車は、アンサルドブレーダ（現：日立レール）が開発した超低床電車のシリオである。全長27,500 mm、両運転台式の5車体連接車で、車内全体の床上高さは350 mmに抑えられている。定員数は200人（着席定員38人）で、設計上の最高速度は70 km/hだが、営業運転時は最高22 km/hに抑えられている。

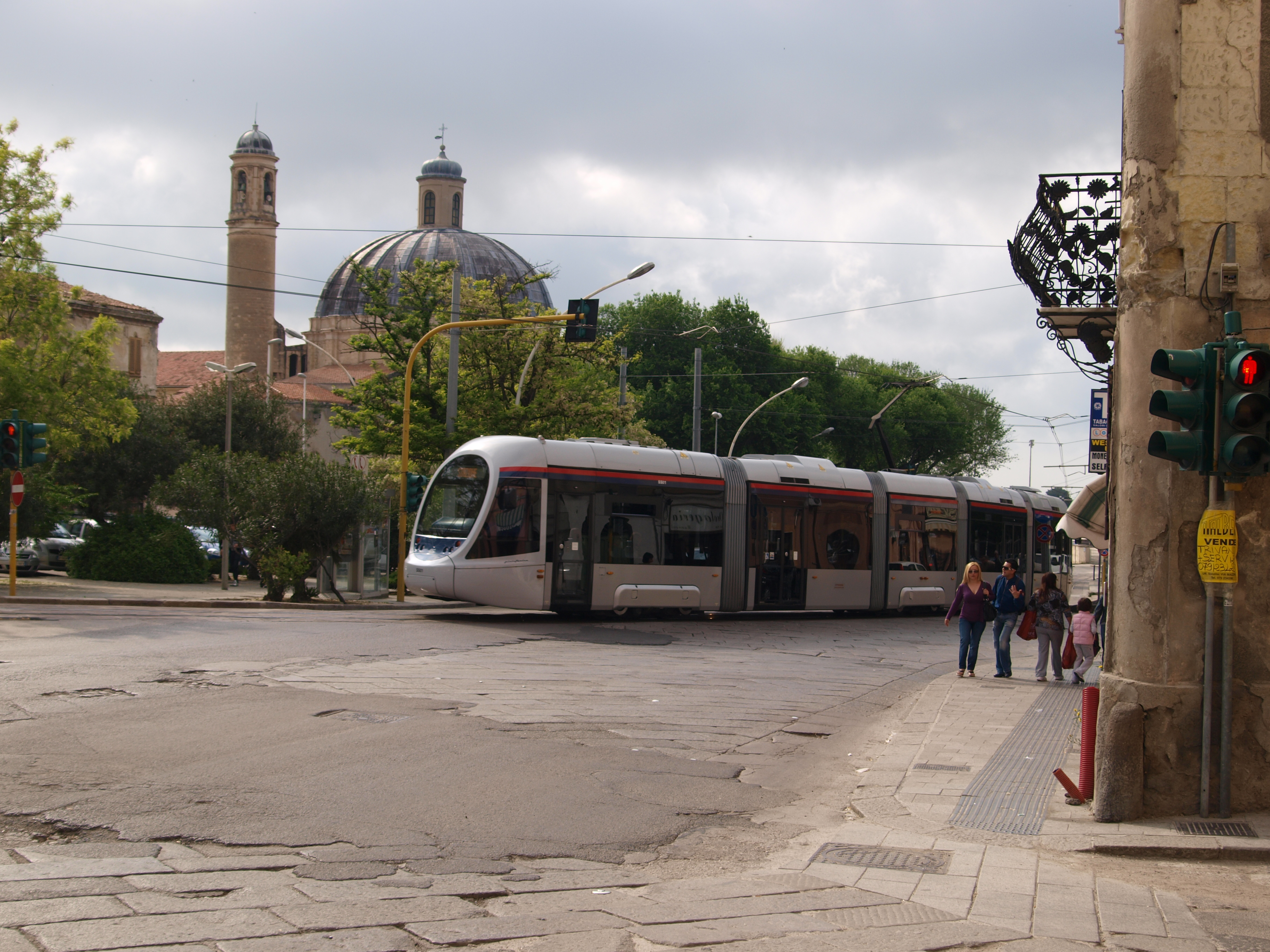
サッサリ市内を走るシリオ（2009年撮影）

## 関連項目

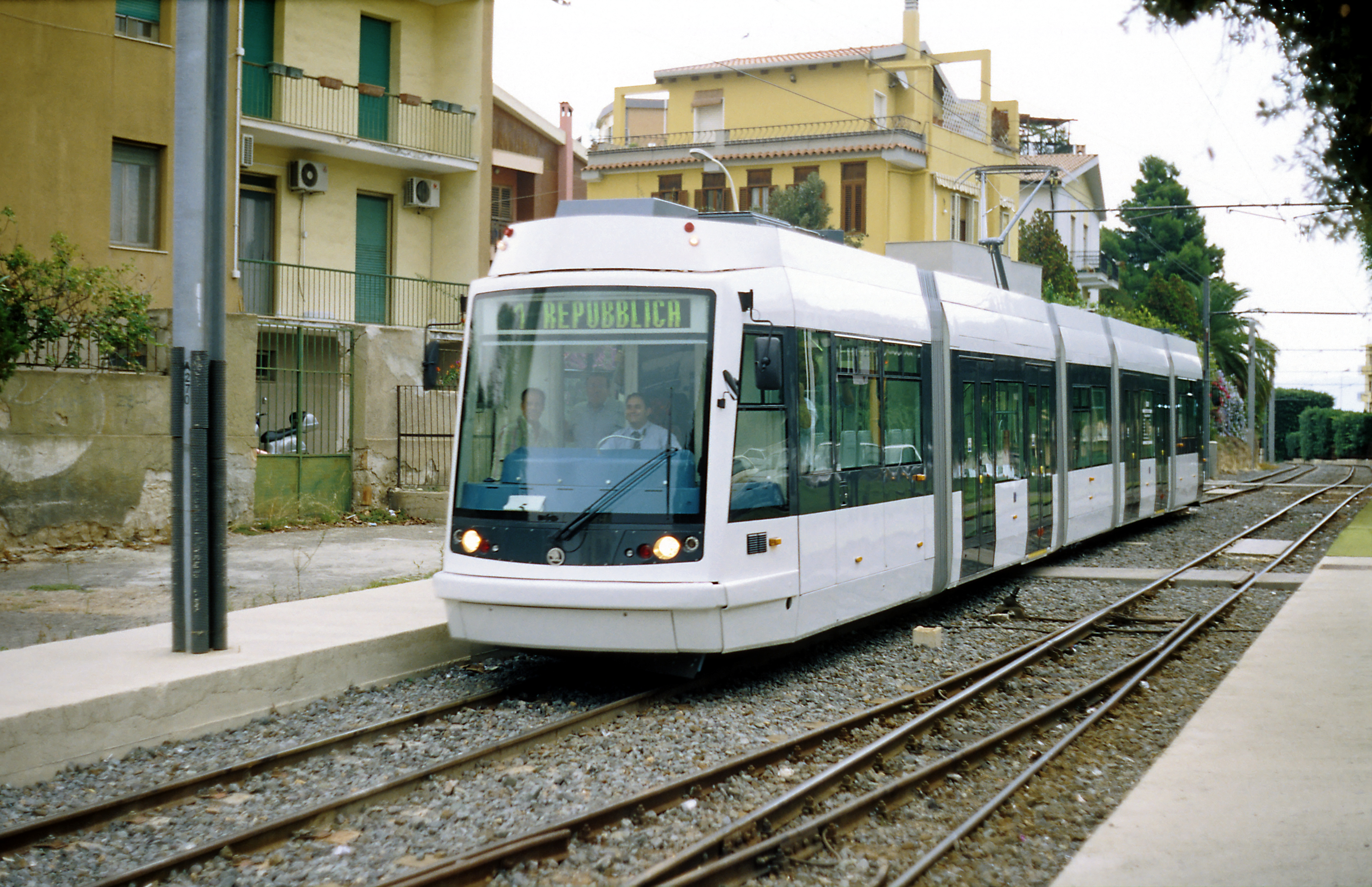
メトロカリャリ（2007年撮影）

## 参考資料
- Carlo Onano (27–29 March 2012). Integrazione tra sistemi ferroviari e metrotramviari a scartamento ridotto il caso Sardegna (PDF) (Report). ARST S.p.A. 2024年12月8日閲覧。